# Gnamptogenys simulans
Gnamptogenys simulans är en myrart som först beskrevs av Carlo Emery 1896.  Gnamptogenys simulans ingår i släktet Gnamptogenys och familjen myror. Inga underarter finns listade i Catalogue of Life.

## Bildgalleri

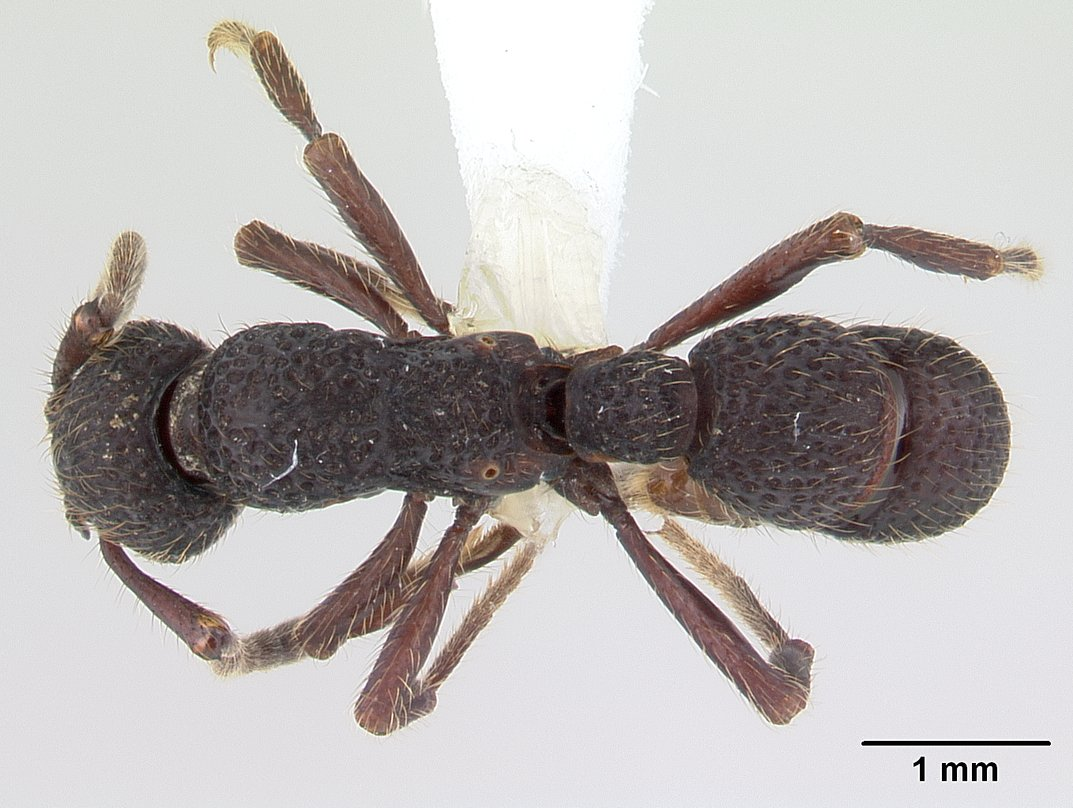
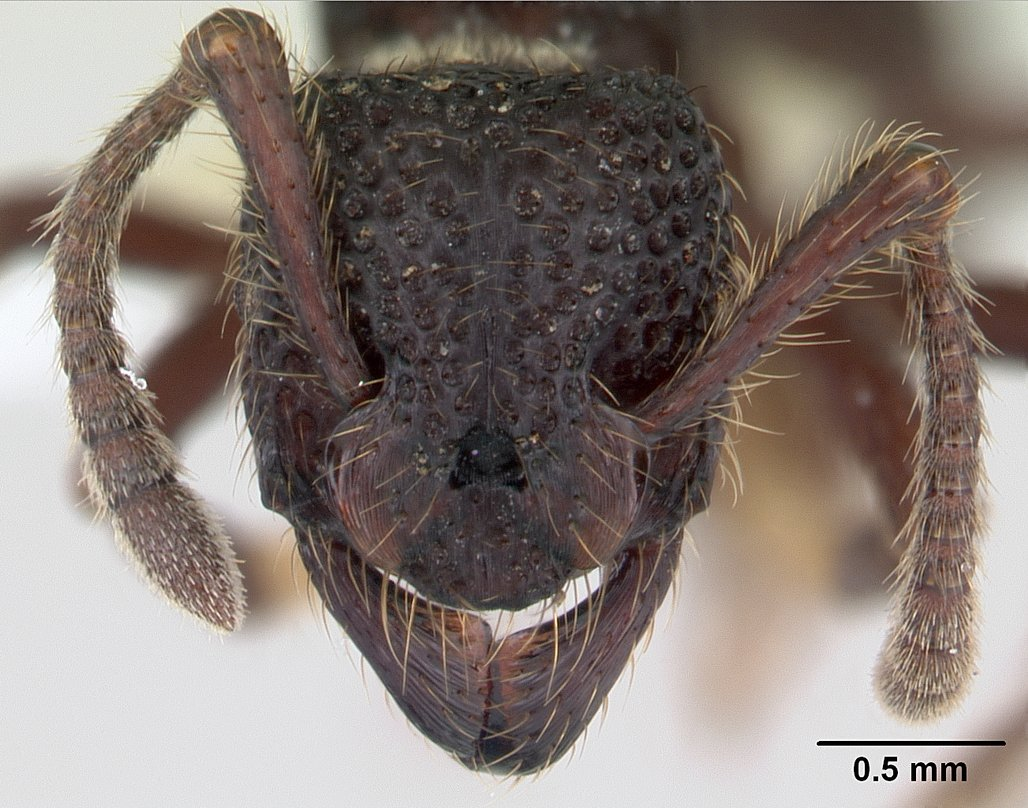
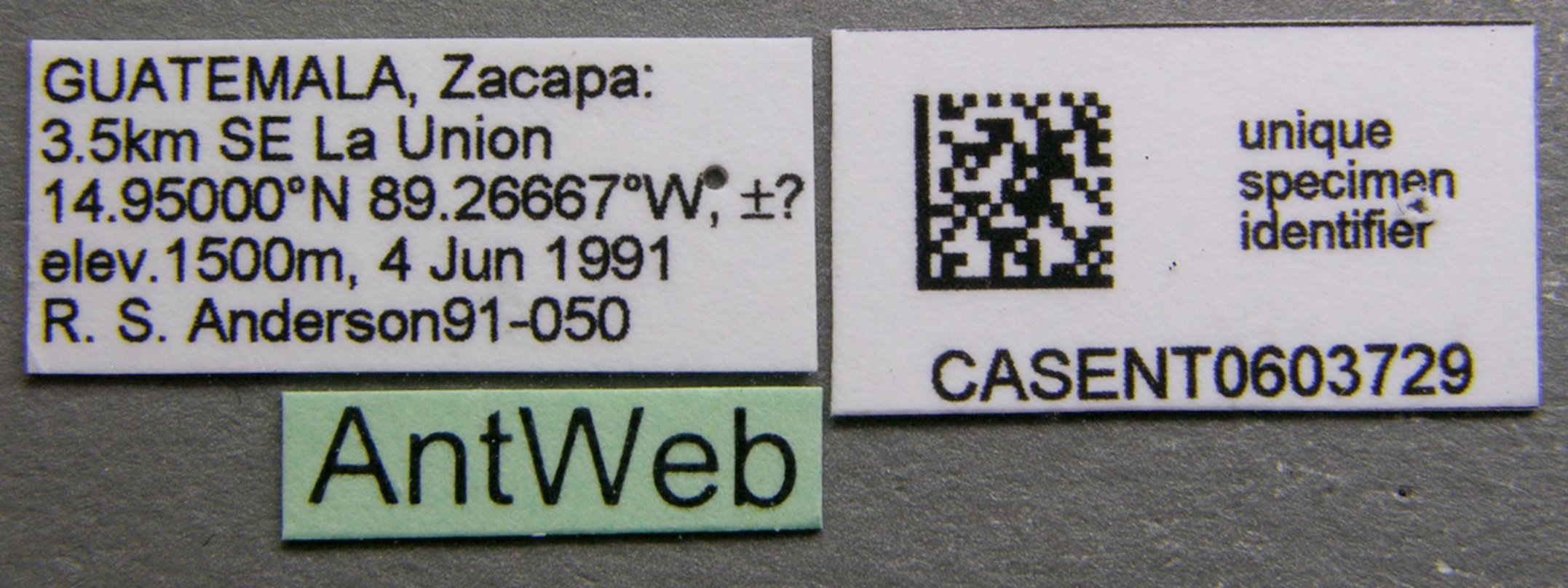
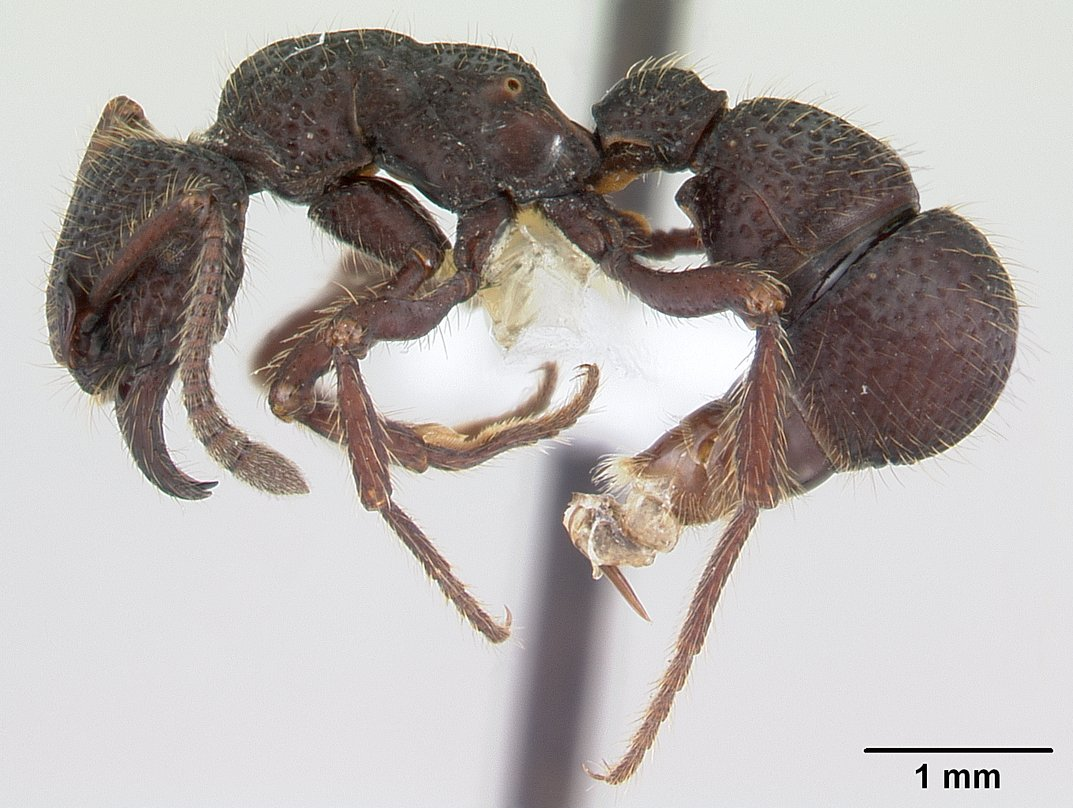